# Raba
Raba (nemško Raab, madžarsko Rába) je 283 km dolga avstrijsko - madžarska reka, ob kateri živijo tudi Slovenci.
Raba izvira na nadmorski višini 1.200 m ob vznožju Osserja pri Teichalmu, nekaj km vzhodno od kraja Bruck an der Mur na avstrijskem Štajerskem. V Avstriji teče čez kraje Passail, Sankt Ruprecht, Gleisdorf, Feldbach, Fehring in Ženavci (Jennersdorf). Njeni pomembnejši pritoki v Avstriji so Weizbach, Lafnitz, Pinka, Rabnitz Güns. Reka je s kanalom Einser-Kanal povezana z Nežiderskim jezerom.
Raba po približno 100 km pri Monoštru priteče na Madžarsko (nadmorska višina ob meji 228 m) in se kmalu usmeri proti severu, kjer čez zahodni del države teče čez Körmend, Vasvár in Sárvár do Győra, kjer se izliva v Mosonsko Donavo, rokav Donave z madžarskim imenom Mosoni-Duna. Eden izmed madžarkih pritokov je Gyöngyös.
Povprečen padec reke je med 21,1 in 89,6 cm/km, hitrost vodnega toka je med 2,1 in 11 km/h, široka je med 30 in 50 m, globoka pa med 1 in 2,5 m. Regulirana je z zapornicami pri Monoštru, Körmendu, Ikerváru in Nicku.
Del porečja Rabe, zlasti ob današnji državni meji med Avstrijo in Madžarsko je verjetno že od 9. stoletja poseljen tudi s Slovenci. Vasi na avstrijski strani (npr. Dobra (Neuhaus), Sv. Martin, Stánkovci (Neumarkt), Modlinci (Mogersdorf), Svetica, Ženavci (Jennersdorf), Grič, Velika (Welten) ter Gornja in Spodnja straža) so danes že germanizirane, medtem ko se je v t. i. Slovenskem Porabju južno od Monoštra ohranilo strnjeno z okoli 5.000 - 6.000 porabskimi Slovenci poseljeno območje. Nekaj maloštevilnih skupin Slovencev najdemo še ob porečju spodnjega toka reke, npr. v Sombotelu (Szombathelyju) in Mosonmagyaróváru, ki sicer ne ležita neposredno ob Rabi.